# 1264
1264 (MCCLXIV) a fost un an bisect al calendarului iulian.

## Evenimente
- 16 iulie: Prima mențiune documentară a orașului Bistrița (jud. Bistrița-Năsăud).
- 9 octombrie: Regele Alfonso al X-lea cucerește de la mauri orașul Jerez de la Frontera.

### Nedatate
- aprilie: Masacrarea evreilor din Canterbury, Anglia.
- mai-iunie: Depunerea patriarhului Arsenios Avtoreianos în Imperiul bizantin; începe "marea schismă arsenită".
- Hessa devine stat-liber în cadrul Imperiul romano-german.
- Hugues al III-lea de Cipru devine regent al Regatului Ierusalimului.
- Începe cel de „al doilea război al baronilor", în Anglia.
- Kublai-han decide mutarea capitalei Imperiului mongol la Dadu⁠(d), Beijing-ul de astăzi.
- Kublai-han întemeiază dinastia Yuan.
- Kublai-han se convertește la budism.
- Regele Boleslav al V-lea al Poloniei adoptă unele măsuri de protejare a evreilor din regatul său. Mulți evrei, persecutați în Germania, se refugiază în Polonia; începuturile comunității Ashkenazilor.
- Reunificarea Pomeraniei occidentale.

## Arte, Știință, Literatură și Filosofie
- Papa Urban al IV-lea promulgă festivitățile cu ocazia Corpus Domini.

## Nașteri
- Clement al V-lea, viitor papă (d. 1314)

## Decese
- 2 decembrie: Urban al IV-lea, papă (n. 1195)
- Azzo al VII-lea, marchiz de Este (n. ?)
- Danilo de Halici, rege al Galiției (n. 1201)

- Percivalle Doria⁠(d), condottier italian (n. 1195)

- Vincent de Beauvais⁠(d), enciclopedist francez (n. 1190)

## Încheieri de domnie
- 2 octombrie: Urban al IV-lea, papă al Romei (1261-1264).